# Högalids folkhögskola
Högalids folkhögskola, tidigare Högalids lantmanna- och folkhögskola är en folkhögskola i Smedby i Kalmar län. Den drivs av Region Kalmar län.
Högalids folkhögskola grundades 1875 på Ebbetorp i Dörby socken på initiativ av traktens riksdagsmän Gustaf Jonsson, Ålems socken, och Nils Petersson i Runtorp, Mortorps socken. Skolans förste föreståndare var J.P. Velander. Skolans första stadgar slog fast att dess "ändamål är att utbilda unge män bland allmogens söner till goda medborgare och upplyste yrkesmän." År 1898 inköpte skolans styrelse två hektar jord nära Smedby stationssamhälle, där en skolbyggnad uppfördes. Den fick namnet Högalid. Ett nytt skolkomplex uppfördes 1947 med elevhem och undervisningslokaler.

## Skolledare
- 1875–1886: Johan Velander, föreståndare
- 1886–1908: V Sjögren, föreståndare
- 1908-1946: Torbjörn Br:son Wennerberg (skolföreståndare 1908-1911, rektor 1911-1946)[3]
- 1946–1970: Erik Nordhager, rektor
- 1970–1986: Erik Dahlbäck, rektor
- 1986: Jörgen Håkansson, rektor
- 1987–1988: Gunnar Aldestam, rektor
- 1989–1992: Lage Olsson, rektor
- 1992–1994: Britt-Marie Tolsson, rektor
- 1994–1995: Ulf Näsström, tillfällig rektor
- 1995: Lars-Olof Sjöstedt, rektor
- 2008: Gull-Britt Johansson, rektor
- 2011: Joakim Ivarsson, rektor

## Kurser
Högalids folkhögskola driver allmänna kurser som grund/gymnasienivå, behörigheter, musik- och låtskrivande, hälsa, svenska som andraspråk samt särskilda kurser som butikssäljare, musik på scen, sång & vokalgrupp och baskurs för lindrigt utvecklingsstörda. Högalids folkhögskola har vidare kurser riktade mot grupper i samhället som på olika sätt står utanför arbetsmarknaden och utbildning i stort. Skolan anordnar ett antal uppdragsutbildningar och sommarkurser och driver konferensverksamhet.